# Forte de Nossa Senhora do Monte Serrat de Santos
O Forte de Nossa Senhora do Monte Serrat de Santos localizava-se na ilha de São Vicente, junto à vila (hoje cidade) de Santos, no atual município do Guarujá, litoral do estado brasileiro de São Paulo.

## História
O forte foi iniciado a partir de 1543 por determinação de Brás Cubas para defesa das gentes da povoação de Santos, ante as repetidas incursões dos Tamoios (SOUSA, 1885:117). Em 1553, quando o governador-geral Tomé de Sousa (1549-1553) visitou a capitania de São Vicente, completou-lhe a artilharia (SANTOS, 1948). Também foi conhecido como Forte da Vila, Forte da Praça, Forte da Cidade e Forte de Santos. Originalmente apresentava planta no formato de um trapézio, sendo posteriormente reedificado no formato circular.
Passou a comandar a praça o capitão Pedro Monteiro de Mattos, com todas as "honras, graças, franquezas, privilégios, isenções e liberdades", conforme Carta-patente passada pelo governador e capitão-general da capitania de São Paulo, Antônio Carlos Coelho de Carvalho (Carta-patente de 28 de maio de 1713. in: Documentos Interessantes para a História e Costumes de São Paulo. Vol. XLIX, p. 109). Outros comandantes foram o capitão Miguel Antônio de Sobrat (Carta-patente de 29 de maio de 1723. in: Documentos Interessantes para a História e Costumes de São Paulo. Vol. XXXVIII, p. 94), substituído pelo Capitão de Infantaria Leonardo de Macedo e Moura, da Companhia de Ordenanças de Bertioga (Carta-patente passada pelo governador e capitão-general Caldeira Pimentel). Posteriormente ainda, o Tenente-coronel Antônio Francisco Lustosa foi promovido a Sargento-mor da praça (Carta-patente de 29 de julho de 1735), época em que se encontravam concluídas a Casa de Armas, o Armazém da Pólvora e as alpendradas do Trem, contíguas a este, estando artilhada com oito peças em bateria, de acordo com o Relatório de Inspeção da defesa marítima da Vila de Santos, pelo Brigadeiro José da Silva Paes (1736).
O governador e capitão-general da capitania de São Paulo, D. Luís António de Sousa Botelho Mourão - quarto Morgado de Mateus (1765-1775), em Relatório à Coroa acerca das fortificações da capitania, datado de 30 de junho de 1770, informou que esta praça estava artilhada com onze peças em baterias casamatadas (SOUSA, 1885:117), dos quais quatro pedreiros de bronze (GARRIDO, 1940:134). Muniz Jr. (1982) computa esta artilharia à época (1770) em apenas seis peças de calibre 6.
No início de 1793 o Capitão Antônio Ferreira Lustosa foi promovido a Sargento-mor da praça. Novas reformas tiveram lugar a partir de 1797, quando o Tenente de Milícias José Antônio Vieira de Carvalho, ofereceu tecido para a confecção do uniforme de duas centenas de soldados da guarnição, seis peças de artilharia, material de construção, carpinteiros e pedreiros, para reconstrução do forte. Como recompensa, recebeu em troca, do governador da Capitania, a mercê do comando honorífico do forte.
Por volta de 1870, as dependências do forte serviram como quartel do destacamento policial da cidade. Com a reforma do prédio da Alfândega de Santos, em 1876, os remanescentes do forte foram aproveitados para a instalação da Guarda-moria, e a construção de um galpão da Alfândega. De acordo com GARRIDO (1940), em 1905 cogitou-se aproveitar este forte no novo plano de defesa do Porto de Santos, mas as suas ruínas desapareceram com a expansão da malha urbana da cidade (op. cit., p. 134), tendo tudo sido demolido pela Companhia Docas do Estado de São Paulo por ocasião das obras do novo porto de Santos.